# 本溪湖工业遗产群
本溪湖工业遗产群，是一個位於中國辽宁省本溪市溪湖区的全國重點文物保護單位。遼寧本溪湖地區礦藏豐富，工業歷史久遠；日俄戰爭後，日本人為了經濟侵略而成立煤礦企業，先後建立多座工廠，在1905年至1945年掠奪了大批煤炭和鋼鐵。中華人民共和國成立後，這些工廠繼續進行生產，但其中的本鋼一鐵廠到了2008年停止營運，亦有其他工业遗产處於閒置狀態。本溪湖工業遺產群在2013年列入第七批全國重點文物保護單位，遺產群內的建築物有包括本鋼一鐵廠舊址區、本鋼第二發電廠冷卻水塔區、本溪湖煤鐵公司總部舊址、本溪湖煤鐵公司事務所舊址、本溪煤礦中央大斜井（包括埋葬本溪湖煤矿爆炸死者的肉丘墳）、彩屯煤礦豎井、本溪湖火車站、大倉喜八郎遺髮冢、張作霖別墅。

## 歷史

### 背景：本溪的工業歷史
辽宁本溪湖（舊稱杯犀湖）地区矿藏丰富，以煤、铁、石灰石生产而聞名，當地工業歷史可以追溯至1世紀或之前，當時的本溪湖地区已有烧缸、制瓦等工業活動。本溪地區在辽朝時已有從事冶铁者，到了明朝已設有多個铁场设在本溪。清朝定都北京後，以「保护龙脉」为由限制平民进入本溪湖地区，但當地的煤铁實際上未被禁止。1726年（雍正四年），盛京將軍噶尔弼進呈奏疏，建議永遠禁止在黄波罗峪和开原的打金场开采，但杯犀湖（即本溪湖）的产铁工業是用於為居民生產农具，因此不予禁止。到了清朝末年，陶瓷业随着兴盛的煤铁业而发展起来，令本溪湖地区也成為知名的陶瓷製品产地。

### 日俄战争至九一八事變

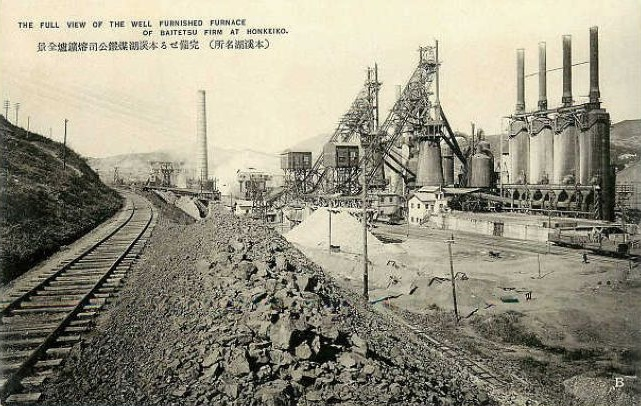
本溪湖煤鐵公司熔矿炉全景

日俄战争期間的1904年，曾在甲午战争為日本陆军擔任军需供应商的大倉喜八郎派人沿着安奉铁路进行资源调查，发现了本溪湖煤矿的开采价值；而本溪湖也一度被划入日俄战争战线，遭到日本人佔用。為了经济侵略辽东地区，大仓喜八朗的「大仓财閥」在关东总督府批准下侵佔本溪湖的煤矿，並把煤田命名为「本溪湖大仓煤矿」；采煤工人數量上升，促進當地商业和手工业的发展。本溪湖大仓煤矿在关东总督府批准其成立時被要求為日本供應軍需，該企業開始生產後向日本供應磷、硫含量低、具韧性、髙强度的钢铁，以供當地兵器生产和钢铁工業之用。在中國方面的压力下，本溪湖大仓煤矿在1911年改為中日合办，中國的股份為國有的官股；但是，日本仍持有主导权，公司礦業部的重要職員皆是日本人，進行重大工程、聘請技師、購買機器交由日本人辦理。同時，「本溪湖煤矿有限公司」因增設煉鐵部而改称為「本溪湖煤铁有限公司」。公司的年産煤量驟升，從1910年的5.8萬噸增加至翌年的12萬噸。
本溪湖煤铁有限公司在1911年召开股东会议，决定利用本溪庙儿山（即現在的南芬區一帶）的工業资源发展制铁工业，在湖南山北坡脚下一带興建用於煉鐵的高炉；之所以選擇這個地带，是因為該處地勢平坦，而且交通和用水都頗為方便。及後，本钢一铁厂炼铁车间（當時稱為製铁工厂）在1913年开始建设，1915年落成。在第一次世界大战完結後，大量廉价的欧美钢材和印度生铁進口至日本，本溪湖煤铁的钢铁产品销售情況极差；尤其是在1922年和1923年，股东幾乎不能獲發红利。在工厂建成初期，厂内有铁路专用线，用作与安奉铁路的本溪湖火车站接轨。1927年，本溪湖煤铁有限公司员工三度罢工，或抗议收入降低、或抗议监工行徑；其中一次，工人袭击公司總部，日方動用守备人員镇压工人，導致24人死、73人伤、逾100人失踪、306人被關押，工人得到全中国人民声援。
张作霖在1916年割据中國东北，由此成為本溪湖大仓煤铁的中国股东。1927年，日本人在本溪湖东山為张作霖建成了一座别墅，但他當時已不在中國東北，因此從來沒有入住過；這座别墅後來曾經是东北师范大学的校址，最終成為本钢石灰石矿的办公楼。
在1905年至1931年期間，本溪煤铁公司約有2,837名矿工死亡。

### 日佔東北期間
日本在1931年九一八事變後佔領了包括本溪在內的中國东北地區，並对本溪湖地區的煤铁資源进行掠夺性开采。本溪湖煤铁有限公司在日佔期間進行了增资和改组各三次，一度更名為「本溪湖煤铁股份有限公司」，规模日漸扩大；但是，公司從中日合办變成名義上由日本与满洲国合办、實際上由日本操控，所有中國員工在事變後遭到日方驅逐。本鋼第二發電廠冷卻水塔在1937年建成，同樣與日本掠夺煤铁資源的意圖有關。彩屯煤矿竖井始建於隨後的1938年2月。為了发展军需工业、從而扩大侵略，日本在1938年另建宫原工厂，大部分參與建厂的工人是被抓来或骗來；這些工人生活极其艰苦，卫生条件惡劣，導致许多工人死於传染病，遺體埋在本钢一铁厂附近，形成一個万人坑。此外，本溪湖煤矿在1941年7月開始使用战俘和犯人作勞動力，大量人死於劳累和饥寒，遺体被扔进南天门万人坑。雖然如此，本溪湖地区的人口隨着日本的工業活動而增長，商业、手工业、粮油加工业的发展亦受帶動。
在日本進行工業活動的另一邊廂，中國共產黨奉天特委在1932年11月派出党员李兆麟和侯薪来本溪湖煤矿與工人接触，他們分別化名李烈生和侯维民，小范围地宣揚中共的主張；一個月後，中共派遣化名王子明的党员孙已泰到本溪湖煤矿，他與李、侯二人一起參與组建抗日义勇军。李兆麟又發動工人反抗日本監工，其後中共本溪支部在本溪湖火车站等地張貼标语，呼籲打倒日本人。中國共產黨在本溪的地下活動最終未能成功。
1934年，本溪湖煤铁股份有限公司興建一個公园，裡面設有大仓喜八郎的遗髮紀念碑。
1942年，本溪煤矿中央斜井發生了一宗嚴重礦難，造成最少1,327人死亡（絕大部分是中國人）、246人受傷，是史上死難人數最高的礦難。是次礦難始於燃氣爆炸，日本人在爆炸後为了保存礦井的设备和礦產而停止向井下送风，令大批礦工死於一氧化碳中毒，事後又只救日本工头，不為部分生還中國礦工進行抢救；雖然矿难造成重大死傷，但只有相關企業的炭业部长受追究，處罚是扣減年薪十分之一。為了防止工人逃跑、闹事或暴动，日本当局在本溪湖煤鐵公司事務所附近、以及本溪湖火车站进行戒严封锁。矿工屍体堆在矿井井口，其後集體埋在一個大坑，並設立墓碑，形成肉丘坟；肉丘坟位於仕人沟，部分屍體後遷至太平沟。
日本在1905年至1945年一直控制着本溪湖煤铁公司，期間掠夺了近2,000万吨优质煤炭、7000吨直接还原铁、逾17,000吨特殊钢；而在日佔東北期間的1931年至1945年，本溪湖煤矿共有超過10万名死难矿工。

### 日佔時期結束至今
1945年8月，隨着日本投降，本溪湖結束日佔時期，本溪湖煤铁公司也由中華民國政府接收。在日本战败後，本溪湖煤铁公司的部分員工组成中國共產黨临时党，組織纠察队收缴滿洲國警察的武器；他們又從本溪湖煤铁公司事务所的地下室發現一批武器，後交予八路军接收，這些工人後被编入东北民主联军。中國共產黨接收本溪時，黨員在事务所财务室發現煤铁公司的金库，但鐵柜空空如也，還有灰尘和蜘蛛网。
第二次国共内战期間的1945年11月，本溪市民主政府接管本溪湖煤铁公司，更名為「本溪湖煤铁总公司」；及後的1946年5月，中國国民党攻佔本溪，把公司改名为「本溪煤铁厂矿」。最終，中國共產黨在1948年10月奪得本溪。受内战影響的本溪湖煤铁公司业务處於停滯，因為战時的當務之急是讓公司在战火中得以保全，而且大部分设备遭到苏联拆走；加上，社會動盪導致民生艱難，罷工運動頻繁，本溪湖煤铁公司在战亂期間爆發了12次罷工。彩屯煤礦豎井也遭到淹沒，不能在内战期間恢復生產。
中華人民共和國成立後，本溪湖煤铁公司收归国有，易名「本溪钢铁公司」，並恢复生产，其後一度得到苏联支援。彩屯煤礦豎井被列入第一个五年计划的重點項目，成為1950年代中國大陸生產能力最高的煤礦豎井，促進本溪煤炭工業的發展。後來，本溪的煤炭工業曾受文化大革命波及，以致本溪和彩屯的煤礦產量未能達到國家計劃的要求，其後恢復過來，產量回升。自1958年起，本钢一铁厂一號高爐的利用数连续30年全国第一，被褒稱為「功勋炉」；不少中華人民共和國的首批國產機械設備，包括首批槍械、首门大砲、首辆解放牌汽车、首台汽轮发电机、首颗返回式衞星、首枚运载火箭，均採用了這高爐生产的钢铁作原料。自中華人民共和國開國60年以来，本钢一铁厂為中國生产了近3,000万吨生铁、承担了一半的铸铁用铁生产任务。至於本钢第二发电厂，該厂於1995年完成灰水排放治理工程，不再向太子河排放灰水。
隨着時代變遷，本钢一铁厂的设备逐漸老化，不符合现代工业的要求，而且环境保护设施不足，造成严重污染，有些鄰近居民甚至不敢打开窗户；政府當局對环境保护的要求提高，而本钢一铁厂的環保设施难以令該厂达标，本钢集团在研究後決定在2008年停止營運铁厂。

## 結構

### 整體佈局
本溪湖工业遗产群的建築物有本钢一铁厂旧址区、本鋼第二發電廠冷却水塔区、本溪湖煤铁公司總部旧址（又稱為「小红楼」）、本溪湖煤铁公司事务所旧址（又稱為「大白楼」）、本溪煤矿中央大斜井（包括埋葬礦難死者的肉丘坟）、彩屯煤矿竖井、本溪湖火车站、大仓喜八郎遗髮冢、张作霖别墅。本溪湖地區煤铁工业遗产的分佈高度集中，主體大都位於較為平坦的太子河谷地，但遗址之間的距離较远。

### 本鋼一鐵廠舊址
本鋼一鐵廠厂区佔地438,700平方米，裡面有面积合共為87平方米、各具特點的工业建筑。一號高炉的炉体设备從英国的匹亚逊诺尔斯工厂購入，装料卷扬机、锅炉、鼓风机和发电机則分別購自三所德國工廠；炉容起初为291立方米，在1985年扩大至380立方米。一號高炉的炉体比地面高出83.3米，炉底至炉顶相距66.7米，並设有兩個燃氣放散筒、上下兩排各九个风口、兩個放渣口、一個出铁口。已完全拆除的二號高炉在1917年建成，由满铁大连沙河口工厂按照一号高炉的工程圖來仿制，炉容为306立方米，配備热风炉、除尘器等设备。
鐵廠有兩個用作机械铸铁的铸铁机，分別從兩座单层铸铁厂房垂直伸出室外。這厂房以钢建成，屋頂採用三角形芬克式屋架，設有天窗、半圆弧形出口、两侧各三個拱形门；無柱的室內空间形态简洁，而半圆弧形出口和拱形门則体现早期工业建筑的古典审美取向。鐵廠亦有兩座結構对称、以钢建成的出铁厂房，同樣有天窗和三角形芬克式屋架，首层架空作运输液态铁之用，第二层是出铁场。

### 本溪湖煤鐵公司總部和事務所舊址

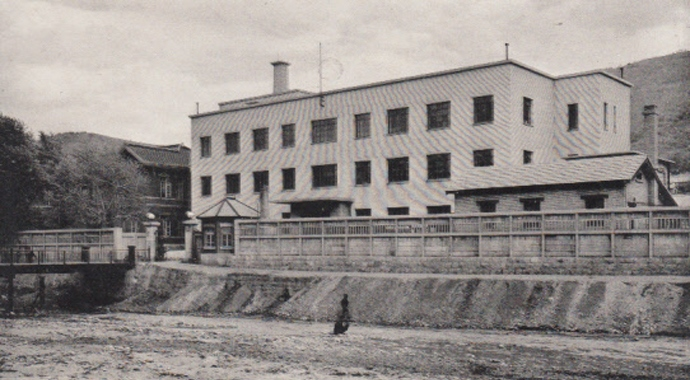
本溪湖煤鐵公司事務所舊址

本溪湖煤鐵公司總部舊址（「小红楼」）採用欧式建筑风格，位於公司的事務所舊址（「大白楼」）旁邊。本溪湖煤鐵公司事務所是公司在其经营规模擴大後建立的，樓高三層，採用日本建筑风格，墙身以白色瓷砖砌成，地面為大理石；事務所的厅堂有一面迎宾镜，大樓裡的楼梯有红木製成的扶手。

### 肉丘墳
肉丘墳是一個长宽各80米、佔地6,400平方米的大坑，位於山坡上，坑的外圍有一個用石塊砌成的大圈；坑內四周堆积了五層装有礦難死者遺體的薄皮棺材，坑中央是烧焦了的碎屍，填满大坑後埋土，前方立下墓碑。

### 張作霖別墅
張作霖別墅的主体楼有三层，採用日式建筑風格，建筑格局对称；主体楼的楼梯柱呈弧形，以瓷砖砌成，楼梯扶手則是水泥砌筑的镂空设计，每半米有一個圆形镂空图案、以及两根铁柱。主体楼的右方有一座佔地约300平方米、以青砖建成、可容纳百多人的舞厅，外貌呈日式风格，内部设计仿照中式的戏园子；舞厅樓高兩層，第一层设有舞台和观众席，第二层的面積較第一层小，呈半环形。

## 保護
本溪湖工业遗产群在2013年被列入第七批全国重点文物保护单位；此外，本溪湖煤铁公司事务所、东山张作霖别墅也是本溪市重点文物保护单位。截至2014年12月，本溪市文化广播电影电视局已成功为本溪湖工业遗产群争取1,486万人民幣的文物保護资金。
本溪湖工业遗产群的多座遗址由不同单位管理，可能導致文物保护上的困难。随着城市化的進程，不少工业遗产為了商业利益的緣故而被清拆，本钢一铁厂旧址、本钢第二发电厂冷却水塔都幾乎遭到拆除，不過此事在本溪湖工业遗产群成為全国重点文物保护单位後告吹。而且，本钢一铁厂旧址设备高大，而且暴露於室外環境，容易受自然或人为破坏。此外，有報導懷疑，彩屯竖井因為开採保护煤柱和越界开采而出现疑似沉陷区，並影響附近居民。至於同屬工业遗产群的本溪湖煤鐵公司總部和事務所舊址、本溪煤矿中央大斜井，它們的保護状況较好，但是處於闲置。

## 參註

## 外部連結
- 本溪湖煤矿爆炸肉丘墳的簡化版3D模型 （页面存档备份，存于）